# Jimmy Smith
Pour les articles homonymes, voir Jimmy Smith (homonymie) et Smith.
Jimmy Smith, James Oscar Smith de son nom complet, né le 8 décembre 1925 dans la ville de Norristown, en Pennsylvanie, mort le 8 février 2005 à Scottsdale (Arizona), est un musicien de jazz américain. Son instrument de prédilection était l’orgue Hammond B-3.
En 2005, Smith a reçu le prix NEA Jazz Masters du National Endowment for the Arts, la plus haute distinction que les États-Unis accordent aux musiciens de jazz. 

## Biographie
Très influencé par le gospel et le blues, Jimmy Smith fut lauréat d’un concours de piano amateur à l’âge de neuf ans. Après avoir un temps étudié la contrebasse, en 1948, il fut engagé dans un big band de Philadelphie, où il découvrit l'orgue Hammond B3 qui allait lui apporter la célébrité. Il rencontra ses premiers succès dans les années 1950. Au cours des années 1960 et 1970, il a contribué à créer le style de jazz appelé funk ou soul jazz.
Smith, dont les enregistrements sont très nombreux, a enregistré pour la première fois en 1956 pour le label Blue Note. Parmi ses albums du début, on peut citer Home Cookin', The Sermon, Midnight Special, Prayer Meetin’ et Back at the Chicken Shack (ces trois derniers avec Stanley Turrentine).
En 1963, Smith signa un nouveau contrat avec la firme Verve, qui lui permit d’enregistrer divers albums, parmi lesquels The Boss, Root Down, Jimmy Smith’s Finest Hour, Peter & The Wolf, Ultimate Jimmy Smith, Any Number Can Win, The Cat...The Incredible..., Bashin’, The Dynamic Duo with Wes Montgomery, Got My Mojo Workin' , Hoochie Coochie Man, Angel Eyes, Talkin' Verve: Roots Of Acid Jazz, Walk On The Wild Side: Best- Years, Damn!, Jazz Masters 29, Jazz 'Round Midnight, Further Adventures Of Jimmy and Wes, Christmas Cookin’ et Organ Grinder Swing.
C’est à cette époque qu’il commence à travailler régulièrement avec le guitariste Wes Montgomery.
Smith enregistre avec des big bands avec des arrangements et direction d’orchestre tels que Lalo Schifrin et Oliver Nelson. Il a également travaillé avec des formations plus restreintes regroupant les meilleurs musiciens de jazz de l’époque, parmi lesquels Kenny Burrell, Wes Montgomery, George Benson, Grady Tate, Hank Mobley, Lee Morgan, Lou Donaldson, Tina Brooks, Jackie McLean, Ike Quebec et Stanley Turrentine. Parmi ses très nombreux enregistrements de collaboration, on peut citer ceux avec Stuff Smith, Dizzy Gillespie et Oscar Peterson, Love And Peace : A Tribute To Horace Silver - Dee Dee Bridgewater, The Very Best Of Christmas Jazz - Various Artists et Blue Bash! - Kenny Burrell. On lui doit aussi la musique (pas très opportune) du film "La métamorphose des cloportes" de Granier-Deferre...
La collaboration avec George Benson, magique et harmonieuse est au plus haut niveau de son art sur l'album Off the Top (Elektra 1982) avec les pointures que sont Stanley Turrentine, Grady Tate et Ron Carter.
Son dernier album, Dot Com Blues (en), est décrit par les critiques comme une démonstration des divers styles qu’il maîtrise : rock, jazz, country, blues, be-bop, rhythm n’blues.
Celui que Miles Davis avait qualifié de « 8e merveille du monde » (propos rapportés par Oscar Brown Jr. dans l'émission Jazz Scene USA 1962 consacrée à Jimmy Smith), meurt subitement en février 2005 d’une rupture d’anévrisme, alors même qu’était prévue sa participation au 44e festival de jazz d’Antibes.

## Hommages
En 1985, dans son titre La Boîte de Jazz, composé comme un hommage aux grands jazzmen américains, le chanteur français Michel Jonasz mentionne le nom de Jimmy Smith.

## Discographie
- A New Sound, A New Star: Jimmy Smith at the... (Blue Note 1956)
- The Champ (Blue Note 1956)
- A New Sound, A New Star: Jimmy Smith at the... (Blue Note 1956)
- The Incredible Jimmy Smith at the Organ,... (Blue Note 1956)
- The Incredible Jimmy Smith at Club Baby... [live] (Blue Note 1956)
- The Incredible Jimmy Smith at Club Baby... [live] (Blue Note 1956)
- A Date with Jimmy Smith, Vol. 1 (Blue Note 1957)
- The Sounds of Jimmy Smith (Blue Note 1957)
- A Date with Jimmy Smith, Vol. 2 (Blue Note 1957)
- Jimmy Smith at the Organ, Vol. 1 (Blue Note 1957)
- Jimmy Smith at the Organ, Vol. 2 (Blue Note 1957)
- Plays Pretty Just for You (Blue Note 1957)
- The Incredible Jimmy Smith (Blue Note 1957)
- Jimmy Smith Trio + LD (Blue Note 1957)
- Confirmation (Blue Note 1957)
- Special Guests (Blue Note 1957)
- House Party (Blue Note 1957)
- Groovin' at Small's Paradise, Vol. 1 (Blue Note 1957)
- Groovin' at Small's Paradise, Vol. 2 (Blue Note 1957)
- Groovin' at Small's Paradise, Vol. 1-2 [LP] (Blue Note 1957)
- Groovin' at Small's Paradise [1999] [live] (Blue Note 1957)
- Lonesome Road (Blue Note 1957)
- The Sermon (Blue Note 1958)
- Softly as a Summer Breeze (Blue Note 1958)
- Cool Blues (Blue Note 1958)
- On the Sunny Side (Blue Note 1958)
- Home Cookin' (Blue Note 1958)
- Six Views of the Blues (Blue Note 1958)
- Crazy! Baby (Blue Note 1960)
- Plain Talk (Blue Note 1960)
- Open House (Blue Note 1960)
- Open House/Plain Talk (Blue Note 1960)
- Back at the Chicken Shack (Blue Note 1960)
- Midnight Special (Blue Note 1960)
- Prayer Meetin' (Blue Note 1960)
- Jimmy Smith Plays Fats Waller (Blue Note 1962)
- Bashin': The Unpredictable Jimmy Smith (Verve 1962)
- Hootchie Coochie Man [Verve 1966] (Verve 1962)
- I'm Movin' On (Blue Note 1963)
- Bucket! (Blue Note 1963)
- Rockin' the Boat (Blue Note 1963)
- Hobo Flats (Verve 1963)
- Live at the Village Gate (Metro 1963)
- Any Number Can Win (Verve 1963)
- Blue Bash (Verve 1963)
- Jimmy Smith Plays the Blues (Verve 1963)
- Jazz 'Round Midnight: Jimmy Smith (Verve 1963)
- Who's Afraid of Virginia Woolf? (Verve 1964)
- The Cat (Verve 1964)
- Christmas '64 (Verve 1964)
- Christmas Cookin' (Verve 1964)
- Monster (Verve 1965)
- In Hamburg Live (Verve 1965)
- Live in Concert / Paris (Metro 1965)
- Jimmy Smith and His Trio (RTE 1965)
- Organ Grinder Swing (Verve 1965)
- Got My Mojo Workin' (Verve 1965)
- I Got My Mojo Working (Verve 1965)
- The Amazing Jimmy Smith Trio (Metro 1965)
- Peter and the Wolf (Verve 1966)
- The Dynamic Duo (Verve 1966)
- The Further Adventures of Jimmy and Wes (Verve 1966)
- Respect (Verve 1967)
- Stay Loose (Verve 1968)
- Livin' It Up (Verve 1968)
- The Boss (Verve 1968)
- The Best of Jimmy Smith [Verve 1968] (Verve 1968)
- Groove Drops (Verve 1969)
- Jimmy Smith in a Plain Brown Wrapper (Verve 1971)
- Root Down [live] (Verve 1972)
- Bluesmith (Verve 1972)
- Portuguese Soul (Verve 1973)
- Other Side of Jimmy Smith (MGM 1973)
- At the Lowry Organ (Decca 1973)
- I'm Gonna Git Myself Together (Verve 1973)
- Blacksmith (Pride 1974)
- Paid in Full (Mojo 1974)
- Jimmy Smith (Blue Note 1975)
- Sit on It! (Mercury 1976)
- It's Necessary (Mercury 1977)
- Tomorrow's Sounds Today (Grosvenor 1978)
- The Cat Strikes Again (Inner City 1980)
- Second Coming (Mojo 1980)
- All the Way Live (Milestone 1981)
- Off the Top (Elektra 1982)
- Keep on Comin' (Elektra 1983)
- Just for You (Sounds 1983)
- Go for Whatcha' Know (Blue Note 1986)
- Prime Time (Milestone 1989)
- Fourmost (Milestone 1990)
- The Master (Blue Note 1993)
- Master 2 (Capitol 1993)
- Sum Serious Blues (Milestone 1993)
- Damn! (Verve 1995)
- Angel Eyes: Ballads & Slow Jams (Verve 1995)
- In Concert [live] (RTE 1996)
- Platinum (Dove 1996)
- Paris Jazz Concert 1965 [live] (Malaco Jazz 1999)
- Immortal Concerts: Club Baby Grand,... [live]  (2000)
- Jimmy Smith's Finest Hour (Polygram 2000)
- Dot Com Blues (Blue Thumb 2001)
- Fourmost Return (Milestone 2001)